# (6516) Gruss
(6516) Gruss es un asteroide perteneciente al cinturón de asteroides, descubierto el 3 de octubre de 1988 por Antonín Mrkos desde el Observatorio Kleť, České Budějovice, República Checa.

## Designación y nombre
Designado provisionalmente como 1988 TC2. Fue nombrado por el astrónomo checo Gustav Gruss (1854-1922) quien fue director del Instituto Astronómico de la división checa de la Universidad Carolina de Praga entre 1891 y 1914. Estudió la espectroscopia de estrellas variables.

## Características orbitales
Gruss está situado a una distancia media del Sol de 2,337 ua, pudiendo alejarse hasta 2,806 ua y acercarse hasta 1,868 ua. Su excentricidad es 0,201 y la inclinación orbital 1,694 grados. Emplea 1305,13 días en completar una órbita alrededor del Sol.

## Características físicas
La magnitud absoluta de Gruss es 14,80. Tiene 6,185 km de diámetro y su albedo se estima en 0,060.